# Кутње
Кутње је насеље у општини Лепосавић на Косову и Метохији. Површина катастарске општине Кутње где је атар насеља износи 827 ha. Припада месној заједници Лепосавић. Ово село се налази са леве стране реке Ибра, 2 km западно од Лепосавића. Куће у овом селу су лоциране у пољу и по пристранцима груписане у мање групе по родовима. Назив села је постао од старијег облика Кућно који је записан у Повељи цара Уроша из друге половине XIV века. У корену назива села је реч кут (угао) што значи скровито, заклоњено и тихо место. Изнад самог села издиже се брдо Црни врх (1.101 м).
Насеље је новијег постанка. У писаним изворима помиње се у Повељи Цара Уроша I 1363. године под именом Кућно.

## Демографија
- попис становништва 1948: 81
- попис становништва 1953: 82
- попис становништва 1961: 91
- попис становништва 1971: 98
- попис становништва 1981: 110
- попис становништва 1991: 153

У насељу 2004. године живи 203 становника у 34 домаћинства. Данашњи родови су: Соврлићи, Лакићевићи, Кулизићи, Баловићи, Бараћи, Ристићи, Дишовићи, Трбољевци.